# Jean Oury
Jean Oury (La Garenne-Colombes, 5 de marzo de 1924 - Cour-Cheverny, 15 de mayo de 2014) fue un psiquiatra y psicoanalista francés. Figura destacada de la psicoterapia institucional, que había implementado Francesc Tosquelles, Fue el fundador de la clínica de La Borde, que dirigió con Félix Guattari hasta su muerte. También fue miembro del École freudienne de París, fundada por Jacques Lacan.
La vida de Jean Oury tiende a fusionarse con su obra, la clínica de La Borde. Formó el Groupe de travail de psychothérapie et de sociothérapie institutionnelles (GTPSI) con Hélène Chaigneau, Francesc Tosquelles, Horace Torrubia, Roger Gentis y Jean Ayme. El GTPSI se reunió catorce veces entre 1960 y 1966.
Su hermano, Fernand Oury, es el creador del movimiento educativo de la pedagogía institucional.

Atender enfermos sin tratar el hospital es una locura.
Jean Oury

## Obra publicada
- Il, donc, Union Générale d'Éditions, París, 1978.
- Onze heures du soir à La Borde, éd. Galilée, París, 1980.
- Pratique de l'institutionnel et politique, amb Félix Guattari i Francesc Tosquelles, éd. Matrice, Vigneux, 1985.
- Le collectif : le séminaire de Sainte-Anne, Champ social éditions, Nimes, 1999.
- Création et schizophrénie, éd. Galilée, París, 1989.
- L'aliénation, éd. Galilée, París, 1992.
- Les séminaires de La Borde (1996-1997), Les éditions du Champ social, Nimes, 1998.
- Psychiatrie et psychothérapie institutionnelle, Les éditions du Champ social, Nimes, 2001.
- À quelle heure passe le train… Conversations sur la folie, amb Marie Depussé, éd. Calmann-Lévy, París, 2003.
- Préfaces, éd. Le Pli, Orleans, 2004.
- Essai sur la conation esthétique (thèse de médecine, 1950), éd. Le Pli, Orleans, 2005.
- Rencontre avec le Japon: Jean Oury à Okinawa, Kyoto, Tokyo, coordinació: Philippe Bernier, Stefan Hassen Chedri, Catherine de Luca-Bernier, coéd. Champ social éditions / Matrice, 2007.
- Essai sur la création esthétique, éd. Hermann, París, 2008.
- Itinéraires de formation, éd. Hermann, París, 2008.
- La psychose, la mort, l'institution, éd. Hermann, París, 2008.
- Dialogues à La Borde, éd. Hermann, Paris, 2008.
- Préalables à toute clinique des psychoses : dialogue avec Patrick Faugeras , éd. Érès, Tolosa de Llenguadoc, 2012.
- La Psychothérapie institutionnelle de Saint-Alban à La Borde, París, Éditions d'une, 2016.
- Les Symptômes primaires de la schizophrénie, cours de psychopathologie (Jussieu, 1984-1986), París, Éditions d'une, 2016.

En español:
- Lo colectivo, el seminario de Sainte-Anne, Xoroi edicions, Barcelona,

2017.
- A qué hora pasa el tren..., ediciones té de boldo, Córdoba, 2022.

### Filmografía
- Le Sous bois des insensés, une traversée avec Jean Oury (Martine Deyres, 2016)[10]